# Mascha Schilinski

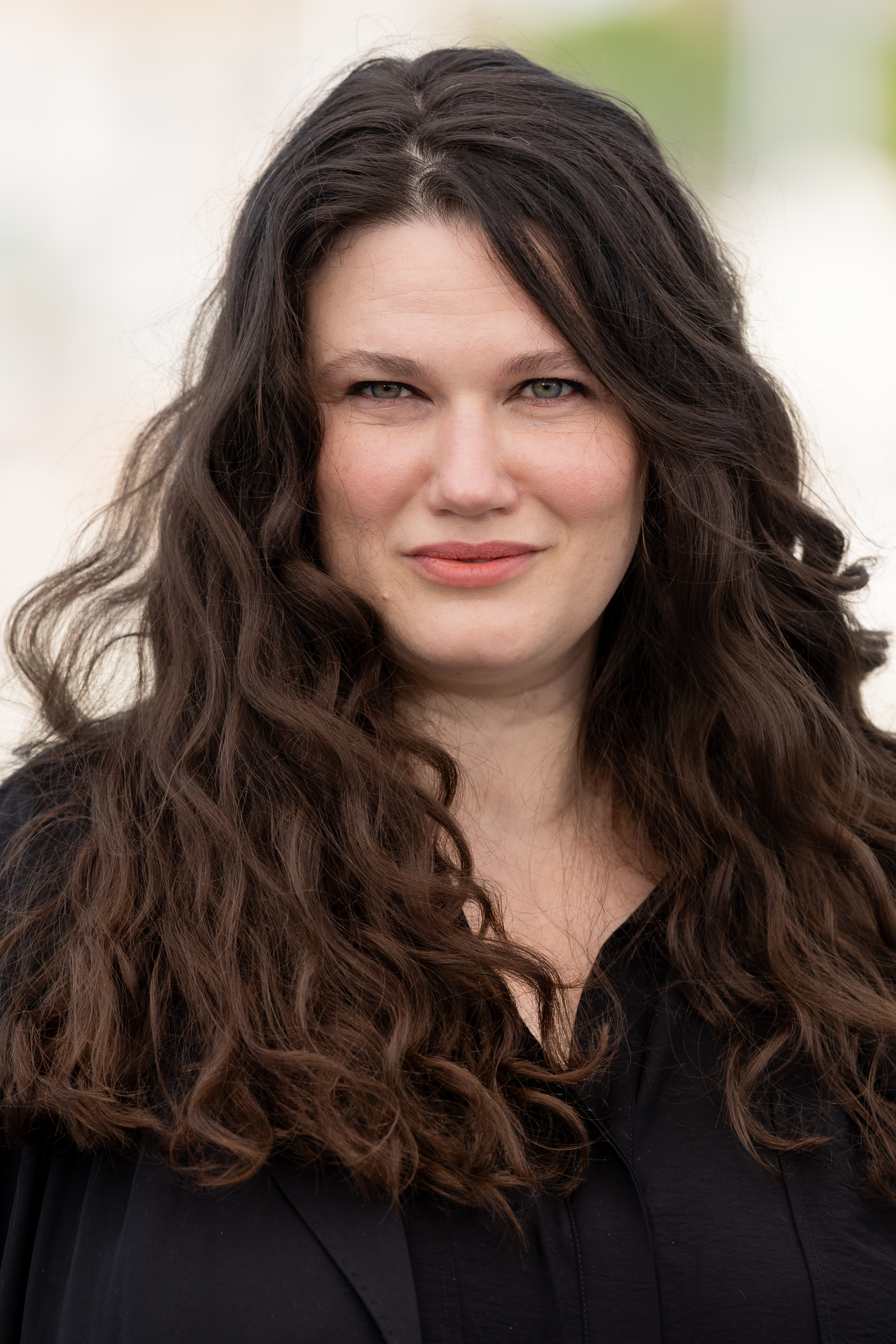
Mascha Schilinski beim Filmfestival von Cannes (2025)

Mascha Schilinski (* 1984 in West-Berlin) ist eine deutsche Filmregisseurin und Drehbuchautorin. Bekanntheit erlangte sie durch ihren Studentenkurzfilm Die Katze (2015) sowie ihr Spielfilmdebüt Die Tochter (2017). Für ihren zweiten Spielfilm In die Sonne schauen (2025) wurde sie in den Hauptwettbewerb des Filmfestivals von Cannes eingeladen und mit dem Preis der Jury ausgezeichnet.

## Leben
Mascha Schilinski, Tochter der deutschen Filmemacherin Claudia Schilinski (* 1944) und eines französischen Bauarbeiters, wuchs in West-Berlin auf. Bereits als Kind begleitete sie ihre Mutter sporadisch zu Drehorten und Filmsets. Schilinski bezeichnete später ihren Vater als den heimlichen Cineasten in der Familie. Er habe viele Filme geschaut und zu Hause wurde häufig über das Kino gesprochen. Während ihrer Schulzeit übernahm Schilinski Rollen in Fernseh- und Kinofilmen. Sie beendete ihre schulische Ausbildung mit dem Fachabitur in Psychologie.
Danach arbeitete Schilinski als Casterin für die Schauspielagentur Gesichter in Potsdam-Babelsberg. Die Agentur konzentrierte sich auf die Entdeckung von Kinder- und Jugenddarstellern. Es folgten diverse Praktika in verschiedenen Bereichen der Filmindustrie. Darüber hinaus bereiste Schilinski mit Anfang zwanzig für mehrere Jahre Europa. So tourte sie eigenen Angaben zufolge zwei Jahre als Zauberin und Feuertänzerin mit einem kleinen Wanderzirkus durch Italien. Auch bereiste sie Spanien, Frankreich, Portugal sowie La Gomera und verfasste Kurzgeschichten.
Beim Projekt Film macht Schule, einer Initiative, bei dem Filmschaffende ihr Wissen an die jüngeren Generationen weitergeben, steht sie in der Liste der Dozenten.
Schilinski ist Mutter eines Kindes (* 2025).

## Karriere

### Beginn als Filmemacherin
Im Jahr 2008 absolvierte Schilinski eine Autoren-Masterclass an der Filmschule Hamburg. Danach ließ sie sich als freie Autorin für Serien und Filme in Berlin nieder. In dieser Zeit wurde sie durch Postkarten zum Drehbuch des Episodenfilms Nachtschwärmer (2008) inspiriert. Auch drehte sie Musikclips für MTV sowie einen Werbeclip für Toshiba.
Im Jahr 2012 inszenierte Schilinski gemeinsam mit Roman Schikorsky den Kurzfilmspielfilm Wir müssen los. Die 99-sekündige Mutter-Sohn-Geschichte konkurrierte um den 99Fire-Films-Award. Ab Herbst desselben Jahres studierte sie szenische Regie an der Filmakademie Baden-Württemberg.  Während Schilinskis Studium entstand unter anderem der 40-minütige Experimentalfilm Das Gefühl mit Inge Blau und Karsten Antonio Mielke in den Hauptrollen. Mit Mielke sollte sie auch an ihrem folgenden Kurzspielfilm Die Katze (2015) zusammenarbeiten. Das 39-minütige Werk um eine spannungsreiche Mutter-Tochter-Beziehung mit Amelie Herres und Lena Lessing in den Hauptrollen wurde im Wettbewerb des Filmfestivals Max Ophüls Preis uraufgeführt und gelangte in die Auswahl weiterer Festivals. Preisgekrönt wurde Schilinskis Werk beim Los Angeles New Wave International Film Festival 2015 (Bester Studentenfilm, Bestes Drehbuch) und beim Filmfestival von Brive 2016 (Grand Prix Europe).

### Spielfilmarbeiten
Mit Die Tochter folgte 2017 Schilinskis in Griechenland entstandenes Spielfilmdebüt, in dem sie das Thema Mutter-Tochter-Rivalität wieder aufnahm. Sie war durch vereinzelte Alltagsbeobachtungen eines nach Aufmerksamkeit suchenden Kindes in Berlin sowie durch eine junge deutsche Touristin in Ligurien, die sich an ihren Vater schmiegte, zum Drehbuch inspiriert worden. Neben Helena Zengel und Artemis Chalkidou besetzte sie erneut Karsten Antonio Mielke. Das Psychodrama um ein Scheidungskind, das die Exklusivität seiner Zweierbeziehungen zu den getrennten Elternteilen nicht aufgeben will, wurde in der Sektion Perspektive Deutsches Kino der 67. Berlinale eingeladen. Deutsche Kritiker hoben neben dem Spiel von Kinderdarstellerin Zengel unter anderem Schilinskis vielschichtige Figurenzeichnung hervor. Es folgten im selben Jahr Auszeichnungen beim Filmkunstfest Mecklenburg-Vorpommern (Hauptpreis Bester Spielfilm) und dem nordamerikanischen Red Rock Film Festival (Bester Spielfilm) sowie 2018 im Rahmen des Vancouver International Women in Film Festival (Preise für Film, Regie und Drehbuch). Insgesamt wurde der Film auf über 40 Filmfestivals gezeigt.
Im Spätsommer 2023 beendete Schilinski die Dreharbeiten ihres zweiten Spielfilms In die Sonne schauen (Arbeitstitel: The Doctor Says I’ll Be Alright But I’m Feelin’ Blue). Das Historiendrama mit Luise Heyer, Lena Urzendowsky, Claudia Geisler-Bading und Lea Drinda wurde in den Hauptwettbewerb um die Goldene Palme des Filmfestival von Cannes 2025 aufgenommen und gewann dort gemeinsam mit dem französisch-spanischen Beitrag Sirāt den Preis der Jury. Zuletzt hatten mit Wim Wenders (2023) und Maren Ade (2016) deutsche Filmemacher um den Hauptpreis konkurriert. Bereits vor Drehbeginn hatten Schilinski und Co-Autorin Louise Peter den Thomas Strittmatter Drehbuchpreis für das Projekt erhalten.

## Filmografie
- 2008: Nachtschwärmer (Episodenfilm, nur Drehbuch)
- 2009: Ennea (Webserie, Drehbuch und Trailer-Co-Regie)
- 2012: Wir müssen los (Kurzfilm, Co-Regie)
- 2013: Das Bedürfnis (nur Drehbuch)
- 2014: Das Gefühl (Kurzfilm)
- 2015: Die Katze (Kurzfilm)
- 2017: Die Tochter
- 2019–2020: SOKO Köln (Fernsehserie, 3 Folgen; Drehbuch und Regie)
- 2025: In die Sonne schauen

## Auszeichnungen

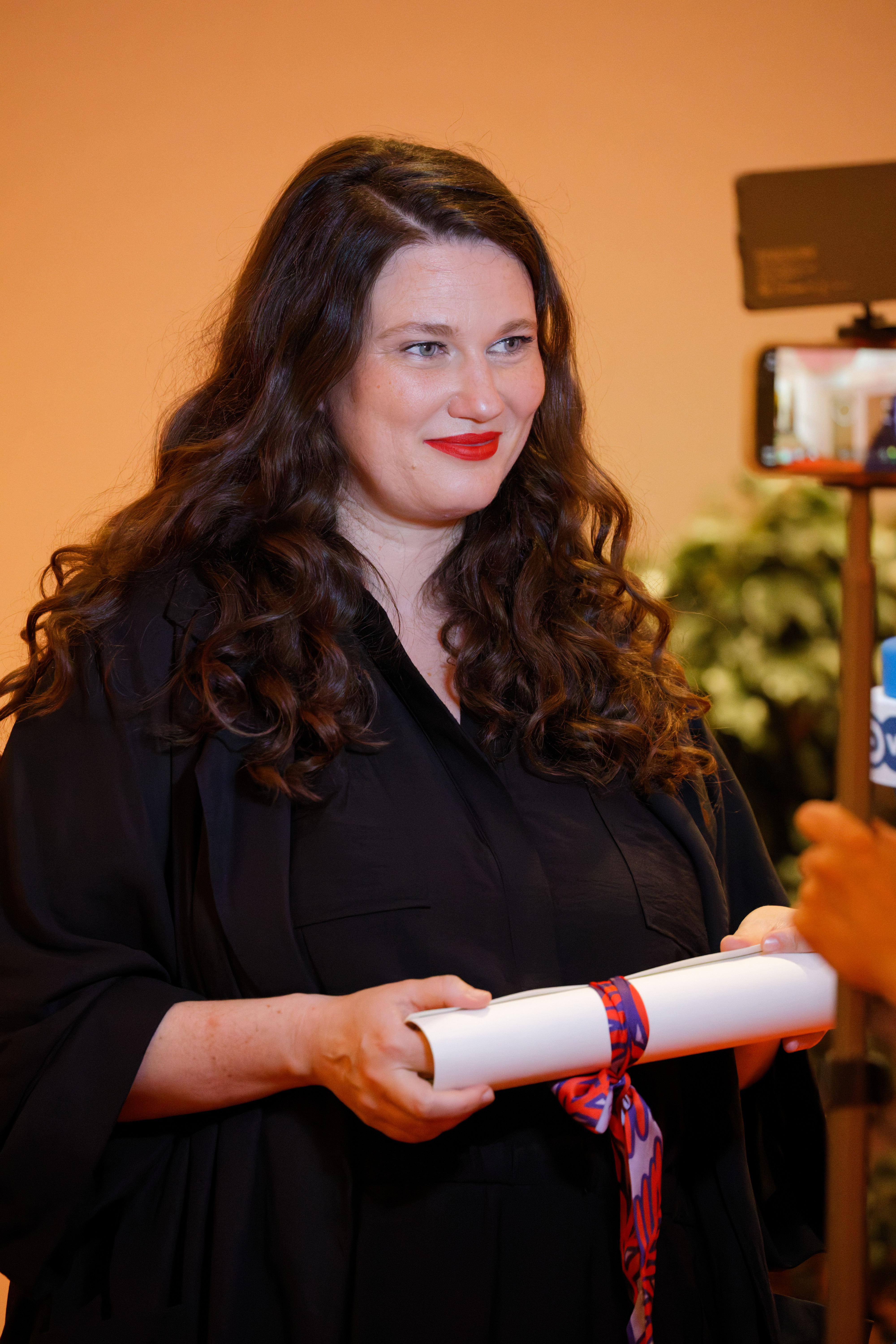
Schilinski mit ihrer erhaltenen Urkunde (Preis der Jury) beim Filmfestival von Cannes (2025)

- 2015: Los Angeles New Wave International Film Festival – Bester Studentenfilm und Bestes Drehbuch (Die Katze)
- 2016: Filmfestival von Brive – Grand Prix Europe und Preis der Jugendjury (Die Katze)
- 2017: Filmkunstfest Mecklenburg-Vorpommern – Bester Spielfilm (Die Tochter)
- 2017: Filmfestival von Red Rock – Bester Spielfilm (Die Tochter)
- 2018: Vancouver International Women in Film Festival – Bester Film, Beste Regie und Bestes Drehbuch (Die Tochter)
- 2023: Thomas Strittmatter Drehbuchpreis (The Doctor Says I’ll Be Alright But I’m Feelin’ Blue)
- 2025: Filmfestival von Cannes – Preis der Jury (In die Sonne schauen)